# ローリングバレーボール
ローリングバレーボールは、日本で考案されたバレーボールを模した球技。障害者と健常者が混合チームを編成して実施する、障害者スポーツの一種である。

## 歴史
1977年に、兵庫県立播磨養護学校の体育教師が、視覚障害者バレーボールを元に授業用のスポーツとして考案・実施したことが発祥とされる。
1981年には最初の社会人チームが発足した。

## 競技方法

### コート
通常のバレーボールコートに対して、ネットの下端を床上30 - 35 cm 以下の高さで張る。また、サイドラインとエンドラインの1 m 外側に「リターンライン」が引かれる。

### チーム編成
原則、障害者4名以上、健常者2名以下のプレーヤーで編成する。

### 競技ルール
ネット下をボールを転がす形でプレーをおこなう。
自陣のコートを「アタックライン」を境に前衛、後衛に分け、そのエリア内のみプレーできる。サイドライン・エンドラインとリターンラインで囲まれたエリア（リターンゾーン）では、2打目以降に限りボールに触れてもよい。
チームは前衛・後衛各3人に分かれ、サーブは後衛の右→左、前衛の左→右の順でおこなう。サービスされたボールを3打以内に相手コートに返し、相手チームのボールがコートアウトすると得点となる点は通常のバレーボールと同様である。通常のバレーボールと同じオーバータイムスとダブルコンタクトの反則のほかに、ホールディング（ボールを持ち上げて打つ）やアップボール（ボールがノーバウンドでコート外に出る）といった特有の反則が存在する。
前衛と後衛はプレー中に取れる姿勢が異なり、前衛は座位（両膝または臀部を接地）、後衛は立位である。後衛の下肢にボールが当たると反則となる。
1セット15点制で、2セットを先取したチームの勝利となる（全3セット制）。
健常者のプレーヤーには下記のルールが適用される。
- 1ラリーでのプレーは1打のみ
- 1打目でのアタック無効（強打へのレシーブは適用外）
- 平手での打撃は反則（手は軽く握る）